# فرودگاه چانگچون دافانگشن
فرودگاه چانگچون دافانگشن (به لاتین: Changchun Dafangshen Airport) یک فرودگاه در چین است که در جی‌لین واقع شده‌است. چانگچون دافانگشن فرودگاه‌های بنیان‌گذاری‌شده در ۱۹۴۱ که در سال ۲۰۰۵ منحل شد و از پایگاه‌های نیروی هوایی بوده است.